# Svend Erik Jensen
Svend Erik Jensen (30. maj 1920 i København - 24. februar 1945 i København) var en dansk arbejdsmand og modstandsmand.
Svend Erik Jensen medvirkede under besættelsen i illegale aktiviteter som medlem af modstandsgruppen "Lillemor". Han blev 9. oktober 1944 arresteret af tyskerne og og dræbt, angiveligt under "flugtforsøg" i Refnæsgade 36 i København 24 februar 1945. Han ligger begravet i det store gravfelt i Mindelunden i Ryvangen.
På Kildevældskolen ( tidligere Vognmandsmarken Skole) og Bryggervangen Skole på Østerbro findes mindetavler for tidligere elever, som satte livet til under modstandskampen, Svend Erik Jensens navn står på tavlen på Vognmandsmarken Skole..